# John G. Hemry
John G. Hemry, noto anche con lo pseudonimo di Jack Campbell (14 aprile 1956), è uno scrittore statunitense famoso come autore di romanzi di fantascienza militare.

## Biografia
Il padre dello scrittore, Jack M. Hemry, era un ufficiale della United States Navy che cambiava sede di servizio di frequente, seguito dalla famiglia, motivo per cui John G. Hemry ha trascorso la gioventù in vari luoghi, tra cui Pensacola, San Diego e l'isola di Midway. Diplomatosi nel 1974 alla Lyons High School di Lyons (Kansas), si è arruolato anch'egli, frequentando dal 1978 l'Accademia Navale degli Stati Uniti. È sposato con tre figli, di cui i due più grandi, affetti da autismo. Congedatosi, vive da pensionato nel Maryland con la sua famiglia.
La sua esperienza nella marina militare gli è servita come ispirazione nella scrittura di numerosi romanzi di fantascienza militare e space opera.

## Opere
Autore prolifico, è noto soprattutto per le opere appartenenti al filone della fantascienza militare, space opera e science fantasy articolate in numerose saghe. Con il suo primo romanzo Stark's War, pubblicato nel 2000, dà avvio alla serie omonima, cui seguirà, con la pubblicazione nel 2003 del primo romanzo della serie "Paul Sinclair", intitolato A Just Determination. Nel 2006 inizia la lunga serie "The Lost Fleet", con il romanzo The Lost Fleet: Dauntless: Dauntless. Nel 2015 si accosta al genere science fantasy, iniziando con il romanzo The Dragons of Dorcastle, la serie Dematr.

### SerieStark's War
- Stark's War (2000)
- Stark's Command (2001)
- Stark's Crusade (2002)

### SeriePaul Sinclair
- A Just Determination (2003)
- Burden of Proof (2004)
- Rules of Evidence (2005)
- Against All Enemies (2006)

### SerieLost Fleet
- Il viaggio della Dauntless (The Lost Fleet: Dauntless, 2006)
- Fearless: scontro mortale (The Lost Fleet Fearless, 2006)
- Il coraggio di Gary (The Lost Fleet: Courageous, 2008)
- La Valiant (The Lost Fleet: Valiant, 2008)
- Inarrestabile (The Lost Fleet: Relentless, 2009)
- The Lost Fleet: Victorious (2010)

#### SerieLost Fleet: Beyond the Frontier
- The Lost Fleet: Beyond the Frontier: Dreadnaught (2011)
- The Lost Fleet: Beyond the Frontier: Invincible (2012)
- The Lost Fleet: Beyond the Frontier: Guardian (2013)
- The Lost Fleet: Beyond the Frontier: Steadfast (2014)
- The Lost Fleet: Beyond the Frontier: Leviathan (2015)

## Riconoscimenti
Ha vinto quattro premi Analog Readers Poll, assegnati dalla rivista statunitense Analog Science Fiction and Fact:
- nel 2007 con l'opera Lady Be Good come "miglior racconto";
- sempre nel 2007 Kyrie Eleison come "miglior racconto breve";
- nel 2012 con l'opera Betty Knox and Dictionary Jones in the Mystery of the Missing Teenage Anachronisms, vinto ex aequo come "miglior racconto";
- nel 2014 con l'opera The War of the Worlds, Book One, Chapter 18: The Sergeant-Major come "miglior racconto breve".